# Piper PA-32
Пайпер PA-32 Чероки (англ. Piper PA-32 Cherokee Six) — американский лёгкий одномоторный самолёт общего назначения, моноплан с шестиместной или семиместной кабиной. Разработан и производился предприятием Piper Aircraft в 1965—2007 годах в нескольких модификациях. Построено более 7842 самолётов.

## Разработка
Самолёт PA-32, ставший первой машиной данного семейства, был разработан к 1965 году на основе модели PA-28 Cherokee и был, по сути, увеличенной шестиместной (или семиместной) модификацей этой машины. Первая производственная серия, обозначенная PA32-260 Cherokee Six, оснащалась двигателем мощностью 260 л. с.
Отличительной чертой самолётов серии Cherokee Six (и дальнейших модификаций этого семейства) было расположение багажного отсека в носовой части — между двигателем и кабиной. Для большего удобства в задней части кабины устанавливались широкие двойные двери.

## Основные модификации
PA-32-300 — оснащалась более мощным двигателем мощностью 300 л. с. Производилась с 1967 года.
PA-32R Lance/Saratoga (в свою очередь, было несколько модификаций этого семейства) — серия модернизированных самолётов с убирающимся шасси. Piper Lance выпускался с 1975 года, Piper Saratoga — с 1980 года. Самолёты этого семейства выпускались до 2009 года.
Piper 6X — вариант с неубирающимися шасси, по сути возобновлённая производством версия PA-32, выпускался с 1995 по 2007 год. Piper 6XТ оснащался двигателем с турбонагнетателем.

## Лётно-технические характеристики (PA-32-300, выпуск 1972 г.)
Экипаж: 1
Пассажировместимость: 5 (6 — с дополнительным сиденьем) 
Длина: 8,4 м
Размах крыльев: 10,0 м
Высота: 2,4 м
Площадь крыльев: 16,5 м²
Профиль крыла: NACA 65-415
Вес (пустой): 811 кг
Вес (загруженный): 1542 кг
Силовая установка: 1 × Lycoming IO-540-K1A5, мощность 300 л. с.
Максимальная скорость: 280 км/ч
Крейсерская скорость: 272 км/ч
Дальность: 1361 км
Практический потолок: 4950 м